# Zlatý míč 1979
Zlatý míč, cenu pro nejlepšího fotbalistu Evropy dle mezinárodního panelu sportovních novinářů, v roce 1979 získal anglický fotbalista Kevin Keegan z Hamburgeru SV, který tak vyhrál podruhé za sebou. Šlo o 24. ročník ankety, organizoval ho časopis France Football a výsledky určili sportovní publicisté z 26 zemí Evropy.

## Pořadí
| Pořadí | Jméno                 | Klub                         | Země            | Body |
| ------ | --------------------- | ---------------------------- | --------------- | ---- |
| 1      | Kevin Keegan          | Hamburger SV                 | Anglie          | 118  |
| 2      | Karl-Heinz Rummenigge | Bayern Mnichov               | Západní Německo | 52   |
| 3      | Ruud Krol             | Ajax Amsterdam               | Nizozemsko      | 41   |
| 4      | Manfred Kaltz         | Hamburger SV                 | Západní Německo | 27   |
| 5      | Michel Platini        | AS Nancy Saint-Étienne       | Francie         | 23   |
| 6      | Paolo Rossi           | Vicenza Perugia              | Itálie          | 16   |
| 7      | Liam Brady            | Arsenal                      | Irsko           | 13   |
|        | Trevor Francis        | Nottingham Forest            | Anglie          | 13   |
| 9      | Zbigniew Boniek       | Widzew Łódź                  | Polsko          | 8    |
|        | Zdeněk Nehoda         | Dukla Praha                  | Československo  | 8    |
| 11     | Kenny Dalglish        | Liverpool                    | Skotsko         | 7    |
|        | Allan Simonsen        | Mönchengladbach FC Barcelona | Dánsko          | 7    |
| 13     | Paul Breitner         | Bayern Mnichov               | Západní Německo | 6    |
|        | Kees Kist             | AZ Alkmaar                   | Nizozemsko      | 6    |
| 15     | Safet Sušić           | FK Sarajevo                  | Jugoslávie      | 5    |
|        | Hans Krankl           | FC Barcelona                 | Rakousko        | 5    |
|        | Tony Woodcock         | Nottingham Forest 1. FC Köln | Anglie          | 5    |
|        | Johnny Rep            | SC Bastia Saint-Étienne      | Nizozemsko      | 5    |
| 19     | Uli Stielike          | Real Madrid                  | Západní Německo | 4    |
| 20     | Marius Trésor         | Marseille                    | Francie         | 3    |
| 21     | Simon Tahamata        | Ajax Amsterdam               | Nizozemsko      | 2    |
|        | Bruno Pezzey          | Eintracht Frankfurt          | Rakousko        | 2    |
|        | João Alves            | Benfica Paris SG             | Portugalsko     | 2    |
|        | Gordon McQueen        | Manchester United            | Skotsko         | 2    |
|        | Franco Causio         | Juventus                     | Itálie          | 2    |
|        | René van de Kerkhof   | PSV Eindhoven                | Nizozemsko      | 2    |
| 27     | Juan Manuel Asensi    | FC Barcelona                 | Španělsko       | 1    |
|        | Trevor Brooking       | West Ham                     | Anglie          | 1    |
|        | Ronnie Hellström      | Kaiserslautern               | Švédsko         | 1    |
|        | Hansi Müller          | VfB Stuttgart                | Západní Německo | 1    |
|        | Antonín Panenka       | Bohemians Praha              | Československo  | 1    |
|        | Walter Schachner      | Austria Vídeň                | Rakousko        | 1    |